# 利奥波德城 (布达佩斯)

利奥波德城（匈牙利語：Lipótváros）是匈牙利布达佩斯的一片传统街区。它包括第5区的北部，内城以北。利奥波德城建立于19世纪初，20世纪初成为匈牙利的政治中心。1989年后再次成为布达佩斯商业中心，有许多银行和办公大楼，以及历史建筑。

## 位置
利奥波德城位于布达佩斯中心。

## 名称
利奥波德城于1790年以利奥波德二世命名，当时他加冕为匈牙利国王。它于1873年成为布达佩斯第5区，1950年与内城区合并，仍使用第5区的名称，正式名称为“内城-利奥波德城”（"Belváros-Lipótváros"）。

## 地标
- 匈牙利国会大厦
- 匈牙利电视台
- 匈牙利国家银行
- 美国大使馆
- 最高法院
- 教育部
- 青年部
- Etnographical Museum
- 匈牙利科学院
- 格雷沙姆宫
- 圣伊什特万圣殿

47°30′26″N 19°02′52″E / 47.5072°N 19.0478°E